# Mikkel Følsgaard
Mikkel Boe Følsgaard (Rønne, Dinamarca; 1 de mayo de 1984) es un actor danés, más conocido por su papel del rey Cristián VII de Dinamarca en la película dramática danesa A Royal Affair, la cual fue su debut en el cine. Su interpretación del rey Cristián le valió el premio Oso de Plata al mejor actor en el Festival Internacional de Cine de Berlín 2012.

## Biografía
Mikkel nació en Rønne, en la isla de Bornholm, Dinamarca.

## Carrera
Su éxito vendría con el papel del rey loco Cristián VII de Dinamarca en el drama histórico A Royal Affair, que narra la verdadera historia de la relación habida entre la reina Carolina Matilde de Gran Bretaña (Alicia Vikander) y el médico de la corte Johann Friedrich Struensee (Mads Mikkelsen). La película se estrenó en el Festival Internacional de Cine de Berlín, donde Mikkel fue galardonado con el premio Oso de Plata a la mejor interpretación masculina, además de ganar la película el premio al mejor guion. Følsgaard es el primer actor danés en recibir el premio.
Actualmente, Mikkel interpretá el personaje de Mercutio en una producción de Romeo y Julieta en Copenhague.

## Filmografía

### Películas
| Año  | Título                        | Papel                     |
| ---- | ----------------------------- | ------------------------- |
| 2012 | A Royal Affair                | Cristián VII de Dinamarca |
| 2015 | Summer of '92                 | Kim Vilfort               |
| 2015 | Land of mine                  | Tte. Ebbe Jensen          |
| 2016 | A serious game                | Lidner                    |
| 2016 | Walk with me                  | Thomas Ingerslev          |
| 2023 | Ehrengard, Forforelsens kunst | Cazotte                   |

### Televisión
| Año             | Título                    | Papel               | Notas             |
| --------------- | ------------------------- | ------------------- | ----------------- |
| 1997            | Bryggeren                 | Carl                | 1 episodio        |
| 2011            | Den som dræber            | Oleg                | 1 episodio        |
| 2013            | Dicte                     | Cato Vinding        | 1 episodio        |
| 2013            | Kvinden i buret           | Uffe Lynggaard      |                   |
| 2014 - presente | Arvingerne                | Emil Grønnegaard    | 10 episodios      |
| 2015            | Forførerens Dagbog        | Jo                  | En producción     |
| 2018 - 2020     | The Rain                  | Martin              | Temporada 1,2 y 3 |
| 2021            | The Chestnut Man          | Mark Hess           | Rol principal     |
| 2024            | The Count of Monte Cristo | Gérard de Villefort | 8 episodios       |